# Siciliaanse Wikipedia
De Siciliaanse Wikipedia (Siciliaans: Wikipedia ’n sicilianu) is een uitgave in de Siciliaanse taal van de online encyclopedie Wikipedia. De Siciliaanse Wikipedia ging in oktober 2004 van start. In februari 2011 waren er circa 16.250 artikelen en 9926 geregistreerde gebruikers.